# 社会的余剰
社会的余剰（しゃかいてきよじょう、英: Social surplus）とは、消費者余剰、生産者余剰、政府の税収の合計のことをいい、社会的厚生ともいう。
社会を構成する経済主体として消費者と生産者、政府を考慮し、それぞれの主体が市場取引によって得る便益=余剰を合計したものである。経済活動の成果の効率性や、政策の効果を測る指標として利用される。大きいほど望ましい状態とされる。